# ニエリ (カウンティ)
ニエリ（スワヒリ語: Wilaya ya Nyeri、英語: Nyeri County）は、ケニアの中央州北部のカウンティ。
中心都市はニエリ。

2009年の人口は66万1156人。

## 人口
- 1979年8月24日：48万6477人
- 1989年8月24日：60万7292人
- 1999年8月24日：66万1156人
- 2009年8月24日：69万3558人[2]

## 隣接カウンティ
- 北：ライキピア
- 北東：メルー
- 南東：キリニャガ
- 南：ムランガ
- 西：ニャンダルア

## 主要都市
- ニエリ：6万3626人(2009年)(中心都市)

## 民族
- キクユ族

## 中央ケニア
| カウンティ   | %    |
| ------------ | ---- |
| キアンブ     | 60.8 |
| ニエリ       | 24.5 |
| ニャンダルア | 18.5 |
| ムランガ     | 16.3 |
| キリニャガ   | 15.8 |
| ケニア平均   | 32.3 |

 Source: OpenDataKenya
| カウンティ   | %    |
| ------------ | ---- |
| キリニャガ   | 25.2 |
| ムランガ     | 28.5 |
| キアンブ     | 28.9 |
| ニエリ       | 32.7 |
| ニャンダルア | 46.6 |
| ケニア平均   | 45.9 |

 Source: OpenDataKenya Worldbank

## 著名人
- ムワイ・キバキ(Mwai Emilio Stanley Kibaki)
  - 1931年11月15日～
  - 1965年～1969年：商工大臣
  - 1969年～1974年：財務・経済計画大臣
  - 1978年～1981年：副大統領兼財務大臣
  - 1982年～1988年：副大統領兼内務大臣
  - 1988年～1991年：副大統領兼厚生大臣
  - 2002年12月30日～2013年4月9日：第3代大統領

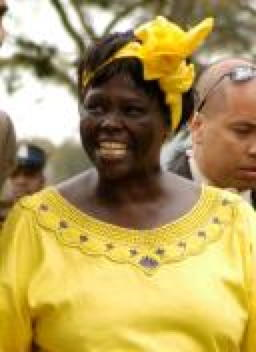
ワンガリ・マータイ

- ワンガリ・マータイ(Wangari Muta Maathai)
  - 1940年4月1日～2011年9月25日
  - 環境保護活動家・政治家・ナイロビ大学初の女性教授
  - 関西学院大学・早稲田大学・青山学院大学・お茶の水女子大学名誉博士
  - MOTTAINAI
  - 1984年：ライト・ライブリフッド賞を受賞
  - 1991年：ゴールドマン環境賞を受賞
  - 2004年：アフリカ人女性初のノーベル平和賞を受賞
  - 2004年：ソフィー賞を受賞
  - 2006年：レジオンドヌール勲章を受章
  - 2007年：インディラ・ガンディー賞を受賞
  - 2009年：旭日大綬章を受章

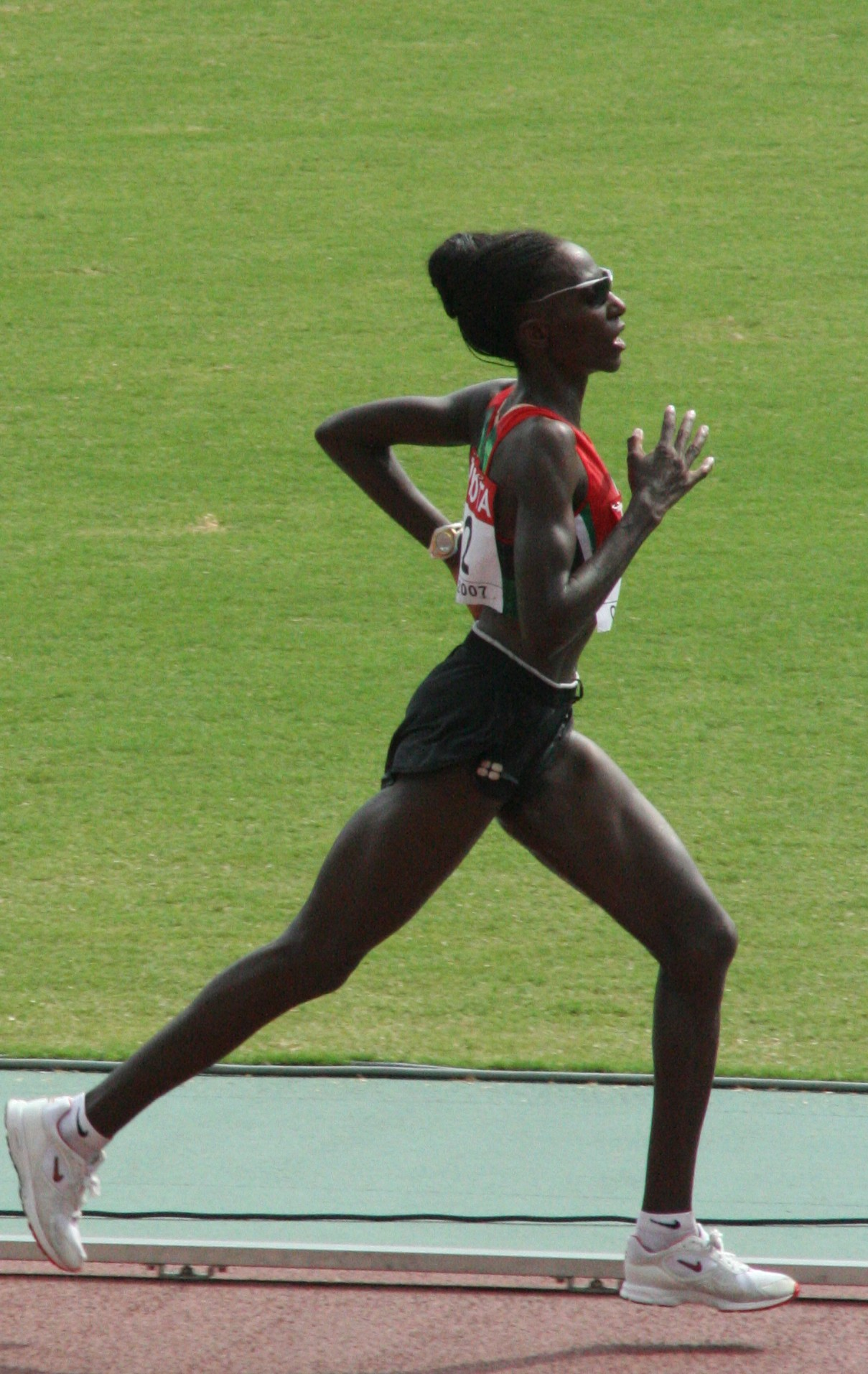
キャサリン・ヌデレバ

- キャサリン・ヌデレバ(Catherine Ndereba)
  - 1972年7月21日～
  - 女子マラソン選手
    - 1999年：シカゴマラソン銀メダル
    - 2000年：ボストンマラソン金メダル、シカゴマラソン金メダル
    - 2001年：ボストンマラソン金メダル、シカゴマラソン金メダル
    - 2002年：ボストンマラソン銀メダル、シカゴマラソン銀メダル
    - 2003年：ロンドンマラソン銀メダル、世界陸上パリ2003金メダル、ニューヨーク市マラソン銀メダル
    - 2004年：ボストンマラソン金メダル、アテネ五輪2004銀メダル
    - 2005年：ボストンマラソン金メダル、世界陸上2005ヘルシンキ銀メダル
    - 2006年：大阪国際女子マラソン金メダル、ニューヨーク市マラソン銅メダル
    - 2007年：大阪国際女子マラソン金メダル
    - 2008年：北京五輪2008銀メダル
    - 2009年：横浜国際女子マラソン銅メダル
    - 2011年：北京国際マラソン銅メダル